# Municipio de Rainy Creek/Cheyenne
El municipio de Rainy Creek/Cheyenne (en inglés: Rainy Creek/Cheyenne Township) es un municipio ubicado en el condado de Pennington en el estado estadounidense de Dakota del Sur. En el año 2010 tenía una población de 27 habitantes y una densidad poblacional de 0,11 personas por km².

## Geografía
El municipio de Rainy Creek/Cheyenne se encuentra ubicado en las coordenadas 44°20′59″N 102°9′52″O / 44.34972, -102.16444. Según la Oficina del Censo de los Estados Unidos, el municipio tiene una superficie total de 237.79 km², de la cual 236,42 km² corresponden a tierra firme y (0,57 %) 1,36 km² es agua.

## Demografía
Según el censo de 2010, había 27 personas residiendo en el municipio de Rainy Creek/Cheyenne. La densidad de población era de 0,11 hab./km². De los 27 habitantes, el municipio de Rainy Creek/Cheyenne estaba compuesto por el 85,19 % blancos, el 7,41 % eran asiáticos y el 7,41 % eran de una mezcla de razas. Del total de la población el 0 % eran hispanos o latinos de cualquier raza.